# Gießen 46ers Rackelos
Die Depant Gießen 46ers Rackelos (Eigenschreibweise: „Depant GIESSEN 46ers Rackelos“; vor Dezember 2017 „GIESSEN 46ers Rackelos“) sind ein deutscher Basketballverein, der in der dritten Basketballbundesliga ProB Süd spielte. Sie waren Kooperationspartner und Farmteam des Erstligisten Gießen 46ers.

## Mannschaft 2020/21
| Spieler | Spieler            | Spieler           | Spieler | Spieler | Spieler | Spieler                 |
| Nr.     | Nat.               | Name              | Geburt  | Größe   | Info    | Letzter Verein          |
| ------- | ------------------ | ----------------- | ------- | ------- | ------- | ----------------------- |
|         |                    | Guards (PG, SG)   |         |         |         |                         |
| 1       | Deutschland        | Viktor Ziring     | 1998    | 1,87 m  |         |                         |
| 7       | Deutschland        | Tim Schneider     | 2002    | 1,80 m  |         |                         |
| 3       | Deutschland        | Paul Carl         | 2002    | 1,90 m  |         | eigene Jugend           |
| 5       | Deutschland        | Tim Köpple        | 2000    | 1,82 m  | DL      | Ratiopharm Ulm Akademie |
| 8       | Deutschland        | Tristan Göbel     | 2004    | 1,92 m  |         |                         |
| 15      | Vereinigte Staaten | Donte Nicholas    | 1987    | 1,96 m  |         |                         |
| 25      | Deutschland        | Sebastian Brach   | 2002    | 1,82 m  | NBBL    | eigene Jugend           |
| 17      | Deutschland        | Karl Maruschka    | 2002    | 1,97 m  |         |                         |
| 20      | Deutschland        | Ferdinand Zylka   | 1998    | 1,90 m  |         |                         |
|         |                    | Forwards (SF, PF) |         |         |         |                         |
| 21      | Deutschland        | Felix Schweizer   | 1996    | 1,94 m  |         | Lich Basketball         |
| 10      | Deutschland        | Tim Uhlemann      | 1999    | 2,03 m  | DL      | eigene Jugend           |
| 6       | Deutschland        | David Amaize      | 2000    | 1,90 m  |         | eigene Jugend           |
|         |                    | Center (C)        |         |         |         |                         |
| 13      | Deutschland        | Johannes Lischka  | 1987    | 2,03 m  | (C)     | TV 1860 Lich            |

| Trainer     | Trainer          | Trainer    |
| Nat.        | Name             | Position   |
| ----------- | ---------------- | ---------- |
| Deutschland | Lutz Mandler     | Headcoach  |
| Deutschland | Ivica Piljanovic | Co-Trainer |

| Legende               | Legende                       |
| Abk.                  | Bedeutung                     |
| --------------------- | ----------------------------- |
| DL                    | Doppellizenz mit Gießen 46ers |
| NBBL                  | Auch im NBBL-Team             |
| (C)                   | Kapitän                       |
| Quellen               |                               |
| Teamhomepage          |                               |
| Stand: Saison 2018/19 |                               |

| Legende               | Legende                       |
| Abk.                  | Bedeutung                     |
| --------------------- | ----------------------------- |
| DL                    | Doppellizenz mit Gießen 46ers |
| NBBL                  | Auch im NBBL-Team             |
| (C)                   | Kapitän                       |
| Quellen               |                               |
| Teamhomepage          |                               |
| Stand: Saison 2018/19 |                               |

Wechsel zur Saison 2019/2020 – ProB Süd
Zugänge: Donte Nicholas (Rostock Seawolves), Ferdinand Zylka (BSW Sixers), Karl Maruschka (eigene Jugend), Tristan Göbel, Viktor Ziring, Paul Carl (eigene Jugend)
Abgänge: Wyatt Lohaus, Filip Krämer, Hannes Osterwalder, Leon Bahner, Jordan Williams, Tim Uhlemann, Thomas Tschikaya, Alen Pjanic, Daniel Thurau, Julian Pesava, Leon Okpara, Lucas Mayer

## Gründung
Die Rackelos übernahmen im Sommer 2017 die Lizenz von den Licher BasketBären, die zuvor in der ProB an den Start gingen und Kooperationspartner der 46ers waren. Im Mai desselben Jahres traten Gesellschafter des Licher Teams zurück, die für die 1. Regionalliga qualifizierte zweite Mannschaft des TV Lich verzichtete auf die Übernahme der ProB-Lizenz.
Infolgedessen wurde ein Nachlizenzierungsverfahren seitens der Liga angestrengt, welches Mitte Juli 2017 per Mehrheitsentscheid der ProB-Teilnehmer positiv beschieden wurde.

## Geschichte
Die Hauptrunde in der Premierensaison endete für die Rackelos mit dem zweiten Tabellenplatz. Im Achtelfinale der Playoffs bezwangen die 46ers BAWE Oldenburg/OTB mit 2:0. Erst im Viertelfinale war nach einer engen Serie gegen die Rostock Seawolves Schluss. Große Teile des Vorjahreskaders konnten in der Saison 2018/19 gehalten werden. Nach einer Niederlagenserie im Herbst rutschten die Rackelos aus den Playoffplätzen. Danach fing sich das Team und schloss die Spielzeit erneut auf dem zweiten Tabellenplatz ab. Im Achtelfinale konnte man die Itzehoe Eagles bezwingen, bevor im Viertelfinale ein 100:101 nach Verlängerung gegen Schwenningen im entscheidenden dritten Spiel das Saisonaus bedeutete.
In der dritten Saison der Clubgeschichte schlossen die Rackelos auf dem sechsten Platz und hätten im Achtelfinale Münster empfangen. Im Zuge der COVID-19-Pandemie wurde die Spielzeit kurz vor Beginn der Meisterschaftsrunde aber für beendet erklärt. Vor Saisonbeginn verließ Co-Trainer Lutz Mandler den Verein. Als Cheftrainer Rolf Scholz im Dezember das Amt beim Erstliga-Club des Farmteams übernahm, kehrte Mandler zurück und übernahm den vakanten Posten. Eine fast ausschließlich aus gebürtigen Mittelhessen bestehende Mannschaft sicherte sich erneut das Heimrecht in den Playoffs. Im veränderten Modus – gespielt wurde in Vierergruppen – siegten die Rackelos zum Auftakt gegen Koblenz, unterlagen dann aber Itzehoe und Schwelm und schieden aus.
Neuer Trainer wurde Patrick Unger. Nach verpatzten Saisonstart setzten die Rackelos zu einer Aufholjagd an, verpassten aber am Ende um einen Sieg die neuerliche Playoff-Qualifikation. In den Play-downs hielt man die Klasse. Im Juni 2022 wurde entschieden, die Teilnahmeberechtigung an den BBA Gießen 46ers e. V. zu übertragen, der diese abgab und sich entschloss, in der 1. Regionalliga anzutreten. Als Begründung wurden in Folge des Bundesliga-Abstiegs der Gießen 46ers insbesondere wirtschaftliche Einbußen für den Rückzug angegeben. Des Weiteren spielten sportliche Erwägungen eine Rolle, da es die Verantwortlichen als nicht sinnvoll erachteten, mit jeweils einer Mannschaft in der zweitklassigen ProA sowie in der drittklassigen ProB anzutreten.

### Vergangene Spielzeiten
- 2017/18: 2. Platz ProB-Süd (danach Viertelfinale)
- 2018/19: 2. Platz ProB-Süd (danach Viertelfinale)
- 2019/20: 6. Platz ProB-Süd (danach Saisonabbruch)
- 2020/21: 3. Platz ProB-Süd (danach ausgeschieden im Achtelfinal-Gruppenmodus)
- 2021/22: 10. Platz ProB-Süd (Klassenerhalt in der Relegation)

## Name
Ende Juli 2017 wurde ein Wettbewerb ins Leben gerufen, bei dem Vorschläge über den Namen der zukünftigen ProB-Mannschaft eingereicht werden konnten. Die Jury setzte sich unter anderem aus ehemaligen Basketballspielern, Journalisten und Marketingexperten zusammen. Einzige Vorgabe bei der Namenswahl war, dass der Zusatz „GIESSEN 46ers“ erhalten bleiben musste.
Ende August 2017 wurde eine Entscheidung zu Gunsten des Namens Rackelos gefällt. Der Begriff stammt aus dem Manischen, einer in Gießen gesprochen soziolektalen Varietät, und bedeutet Junge, Kind bzw. Nachwuchs. Zur Begründung hieß es, dass der Name die Verwurzelung mit der Stadt symbolisiere. Schon in der Spielzeit 2017/2018 wurde Mitte Dezember 2017 der Mannschaftsname geändert, nachdem die Depant Bauträger GmbH & Co. KG die Namensrechte übernommen hatte. Fortan ging man als Depant GIESSEN 46ers Rackelos ins Rennen.
- August bis Dezember 2017: GIESSEN 46ers Rackelos
- Dezember 2017 bis Juni 2022: Depant GIESSEN 46ers Rackelos